# Let's Spend the Night Together (film)
Let's Spend The Night Together is een registratie van drie concerten van The Rolling Stones tijdens de North American Tour 1981.
De concerten werden opgenomen in Tempe (van één concert) en in East Rutherford (van twee concerten) in de Verenigde Staten.

## Nummers
1. Under My Thumb - Tempe 13.12.81
2. Let's Spend the Night Together - Tempe 13.12.81
3. Shattered - Tempe 13.12.81
4. Neighbours - Tempe 13.12.81
5. Black Limousine - Tempe 13.12.81
6. Just My Imagination - Tempe 13.12.81
7. Twenty Flight Rock - Tempe 13.12.81
8. Let Me Go - Tempe 13.12.81
9. Time Is On My Side - Tempe 13.l2.8l
10. Beast of Burden - Tempe 13.12.81
11. Waiting on a Friend - Tempe 13.12.81
12. Going to a Go Go - East Rutherford 6.11.81
13. You Can't Always Get What You Want - East Rutherford 6.11.81
14. Little T&A - East Rutherford 5.11.81
15. Tumbling Dice - East Rutherford 5.11.81
16. She's So Cold - East Ruitherford 6.11.81
17. All Down the Line - East Rutherford 5.11.81
18. Hang Fire - East Rutherford 5.11.81
19. Miss You - East Rutherford 6.11.81
20. Let It Bleed - East Rutherford 5.11.81
21. Start Me Up - East Rutherford 5.11.81
22. Honky Tonk Women - Tempe 13.12.81
23. Brown Sugar - East Rutherford 5.11.81
24. Jumpin' Jack Flash - Tempe 13.12.81
25. (I Can't Get No) Satisfaction - East Rutherford 6.11.81